# C/1819 N1
 C/1819 N1 (również kometa Trallesa) – kometa najprawdopodobniej jednopojawieniowa, którą można było obserwować gołym okiem w 1819 roku. Prawdopodobnie nie wróci w okolice Słońca.

## Odkrycie i obserwacje komety
Kometę zaobserwował po raz pierwszy 1 lipca 1819 r. Johann Georg Tralles. 28 czerwca tegoż roku przeszła ona przez peryhelium swej orbity. Kometa określana była jako „wielka” ze względu na dużą jasność wizualną.

## Orbita komety
C/1819 N1 porusza się po orbicie w kształcie zbliżonym do paraboli o mimośrodzie 1,0. Peryhelium znajdowało się w odległości 0,34 j.a. od Słońca. Nachylenie jej orbity do ekliptyki wynosi 80,75˚.